# Episodi de Le fate ignoranti
La prima stagione della serie televisiva Le fate ignoranti, composta da otto episodi, è stata interamente distribuita sul servizio streaming on demand Disney+ come contenuto Star Original dal 13 aprile 2022, in tutti i paesi in cui il servizio è disponibile.
| nº | Titolo         | Pubblicazione  |
| -- | -------------- | -------------- |
| 1  | L'Amore        | 13 aprile 2022 |
| 2  | L'assenza      | 13 aprile 2022 |
| 3  | Il segreto     | 13 aprile 2022 |
| 4  | Il tradimento  | 13 aprile 2022 |
| 5  | La famiglia    | 13 aprile 2022 |
| 6  | Il mondo fuori | 13 aprile 2022 |
| 7  | Il viaggio     | 13 aprile 2022 |
| 8  | L'altrove      | 13 aprile 2022 |

## L'Amore
- Diretto da: Ferzan Özpetek
- Scritto da: Gianni Romoli

### Trama
Massimo esce dal portone di casa e prima di salire sulla moto chiama la moglie per dirle che tornerà a casa prima del solito per poter parlare di qualcosa di importante. Durante il percorso però subisce un incidente in moto mentre sta guardando una bella donna in un’auto a fianco a lui.
Un flashback di un anno ci riporta indietro al momento in cui Massimo incontra Michele in una libreria e da lì parte tutta la storia del loro innamoramento e della loro frequentazione fino al tragico epilogo.
- Nota: la donna che guida l'auto accanto a Massimo poco prima dell'incidente è Cristina Marino, attuale moglie di Luca Argentero.

## L'assenza
- Diretto da: Ferzan Özpetek
- Scritto da: Gianni Romoli

### Trama
Massimo è morto e al suo funerale si presentano anche Michele e il suo gruppo di amici che l’uomo frequentava da un anno. Antonia vuole sapere chi sia la signora Mariani che ha regalato al marito un quadro trovato nel suo ufficio e risale all’indirizzo di casa. Qui si imbatte però nell’amministratrice del palazzo Serra che le dice di non vedere spesso questa signora Mariani nascondendole il fatto che si tratti in realtà di Michele. Nello stesso momento, Michele si presenta a casa di Massimo per capire in che ambiente abitasse e dice alla madre di Antonia di essere stato un suo amico e per un po’ di tempo suo compagno di boxe. Quando Antonia rientra a casa rimprovera la madre per non aver chiesto più dettagli al ragazzo. Antonia si ripresenta a casa Mariani per riconsegnare il quadro al proprietario e scoprire chi sia stata l’amante del marito ma Serra e gli altri amici di Michele fanno muro.

## Il segreto
- Diretto da: Gianluca Mazzella
- Scritto da: Gianni Romoli

### Trama
Antonia insiste ed entra con le chiavi che Massimo aveva di casa Mariani trovandosi davanti ora anche Michele che le fa capire di essere stato lui l’amante di suo marito per più di un anno. La donna è sconvolta dalla scoperta e gli tira uno schiaffo in faccia andandosene in lacrime. Michele ora si sente pure in colpa e Antonia racconta alla madre che Massimo aveva un amante senza specificare che si tratti di un uomo. Antonia si trova poi a frequentare casa Mariani quando viene chiamata da Serra a fare delle flebo a Luciano, commercialista e amico di Michele.

## Il tradimento
- Diretto da: Gianluca Mazzella
- Scritto da: Gianni Romoli e Carlotta Corradi

### Trama
Michele chiede scusa ad Antonia per ciò che è successo e i due iniziano a frequentarsi di più. Tra gli amici di Michele invece Annamaria si trova ad affrontare il tradimento di Roberta che però alla fine sembra scegliere lei e non l’amante.

## La famiglia
- Diretto da: Gianluca Mazzella
- Scritto da: Gianni Romoli e Massimo Bacchini

### Trama
Antonia e Michele iniziano a frequentarsi assiduamente e una sera a casa della donna i due finiscono per baciarsi ricordando Massimo.
- Guest: Milena Vukotic (Elsa).

## Il mondo fuori
- Diretto da: Gianluca Mazzella
- Scritto da: Gianni Romoli e Massimo Bacchini

### Trama
Sandro viene preso di mira da un gruppetto di omofobi e così Vera, accompagnata dall’amico e da Michele, picchia i tre uomini davanti a un bar stendendoli tra lo stupore degli amici. Michele parla male di Antonia davanti alla compagnia di amici negando di avere interesse per la donna che arriva in quel momento sentendo tutto. Michele la rincorre rinfacciandole il fatto che lei gli ha fatto ritrovare di proposito, prima di un’orgia con dei ragazzi, il libro che Massimo aveva comprato nella libreria quando si erano conosciuti. Antonia distribuisce le ceneri di Massimo nel fiume dopo aver scoperto di essere incinta.

## Il viaggio
- Diretto da: Ferzan Özpetek
- Scritto da: Gianni Romoli e Carlotta Corradi

### Trama
Antonia invita la madre a una festa a casa di Michele il quale dice alla donna che è stato l’amante di Massimo.
Dopo la festa Antonia dice a Michele, geloso di lei e Asaf, il nipote di Serra con cui si sta frequentando, che sta per partire ma il ragazzo è molto freddo con lei.
- Guest: Elena Sofia Ricci (Contessa Mirtilla).

## L'altrove
- Diretto da: Ferzan Özpetek
- Scritto da: Gianni Romoli e Ferzan Özpetek

### Trama
Antonia parte per Istanbul insieme ad Asaf e Michele, come gli fanno notare i suoi amici, soffre per la sua mancanza. Serra decide così di andare a trovare i due in Turchia facendogli una sorpresa e viene accompagnata anche da Michele che rimane sorpreso quando scopre che Antonia è incinta di Massimo. A Istanbul intanto Serra incontra il figlio di Halil, il figlio di un oppositore politico a lei caro che era stato arrestato prima della sua partenza per l’Italia e che prima di morire in carcere aveva scritto per lei delle lettere.
Finalmente Michele e Antonia si chiariscono rimanendo amici.